# Antonov An-70
L' Antonov An-70 è un aereo da trasporto quadrimotore turboelica ad ala alta con capacità STOL sviluppato dall'azienda aeronautica ucraina Antonov negli anni novanta; in data 10 aprile 2014 ha ultimato i test statali, pertanto ha superato la fase di sviluppo ed è pronto per la produzione in serie.
Destinato inizialmente al mercato dell'aviazione militare nel ruolo di aereo da trasporto tattico, ha integrato nelle sue proposte anche possibili sviluppi civili come aereo di linea sia passeggeri che cargo, utilizzando differenti motorizzazioni che ne permetterebbero l'utilizzo anche fuori dai confini nazionali.

## Storia del progetto
Negli anni settanta il governo sovietico espresse l'esigenza di trovare un sostituto all'An-12 nel ruolo di aereo da trasporto tattico e strategico. L'allora OKB 153 diretto da Oleg Konstantinovič Antonov iniziò lo sviluppo di un nuovo velivolo atto a soddisfare le specifiche richieste già nel 1975 ma a causa della lenta crisi che colpì l'Unione Sovietica fino alla sua dissoluzione, il programma rallentò fino a bloccarsi. Dopo la privatizzazione dell'azienda, che assunse la ragione sociale АНТК Антонов, sotto la guida dell'ingegnere Pëtr Vasil'evič Balabuev venne riavviato il programma che portò a completare il primo prototipo portato in volo per la prima volta il 16 dicembre 1994. L'esemplare viene coinvolto in un incidente aereo il 10 febbraio 1995 rimanendo distrutto.

Il secondo prototipo del An-70 è stato portato in volo il 24 aprile 1997.

## Tecnica
L'An-70 è un velivolo imponente caratterizzato da un'impostazione classica per il ruolo al quale è destinato, ala alta, robusto carrello d'atterraggio e fusoliera capiente, ma che adotta, oramai unico esempio nel panorama mondiale, nella sua versione base una motorizzazione propfan con elica controrotante caratterizzata da una migliore efficienza rispetto ai turboelica ma a scapito di una elevata rumorosità, dovuta al tipo di motore e all'elica controrotante. Nessun altro aereo è in grado di eseguire la missione tipica di trasporto (trasporto carico utile di 20 t ad una distanza di 3000 km) da campo di volo sterrato lungo solo 600–800 m. La fusoliera è costruita con materiali compositi per ridurre il peso complessivo del velivolo dal 20% al 30%.

## Versioni

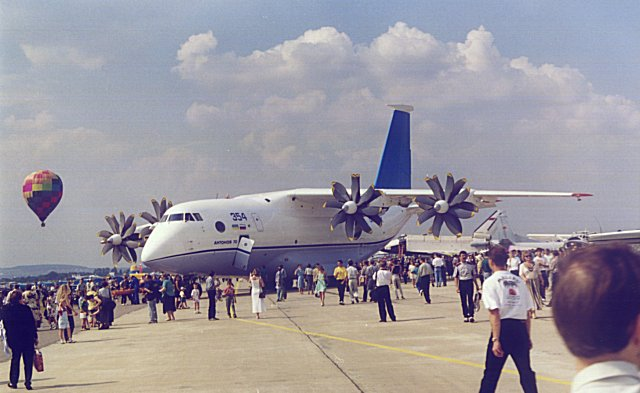
Il secondo prototipo dell'An-70 presentato alla mostra internazionale MAKS 1997.

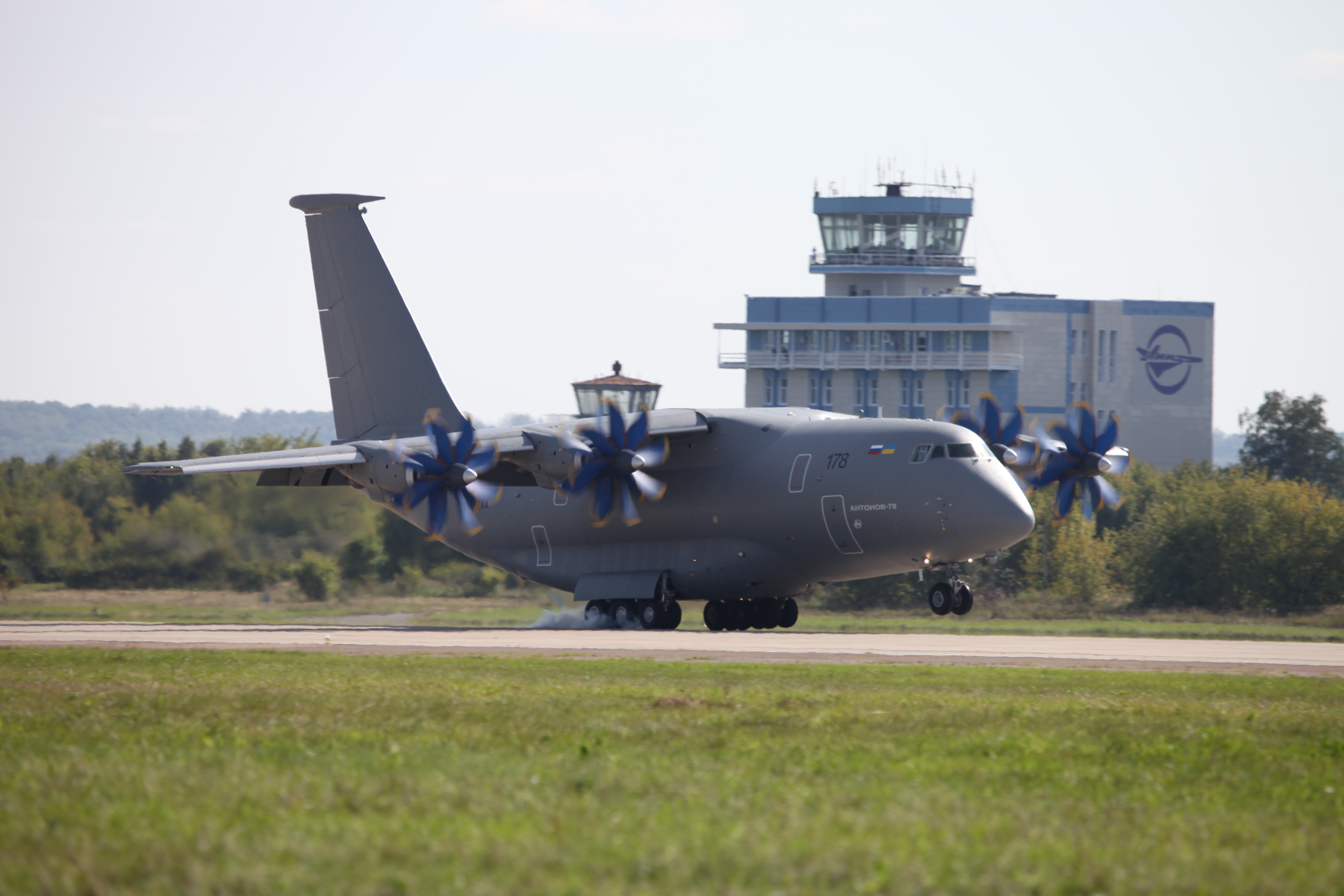
Un An-70 nella livrea dell'Aeronautica Militare presentato alla mostra internazionale MAKS 2013.

An-70
versione da trasporto militare equipaggiata con 4 propfan D-27.
An-70T
versione da trasporto civile equipaggiata con 4 propfan D-27.
An-70TK
versione mista cargo (30 t di merce)/passeggeri (150 passeggeri nella classe economica).
Аn-70-100
versione del An-70 dotato di avionica digitale e con equipaggio ridotto.
Аn-70T-100
versione civile del An-70-100 con 2 propfan Kuznetsov NK-93.
Аn-70T-300
versione civile del An-70-100 con 2 turboventole CFM International CFM56-5C4 (montate sugli aerei Airbus A340).
Аn-70T-400
versione civile del An-70T-300 con 4 turboventole CFM International CFM56-5C4.
An-70TK-100
versione mista cargo/passeggeri del An-70T-100.
An-77
versione civile da esportazione del An-70
Аn-7Х
versione militare del An-77 concepita per NATO come l'alternativa agli aerei Airbus A400M.
An-171
versione da trasporto militare con l'apertura alare maggiore e la fusoliera allungata con i motori potenziati rispetto al modello originale, elaborata per sostituire la flotta degli aerei Ilyushin Il-76.

## Utilizzatori
Ucraina
- Viys'kovo-Povitriani Syly Ukrayiny - 2 in servizio al febbraio 2015.[9][10][11]

## Incidenti
- Il 11 febbraio 1995 il primo prototipo del An-70 è stato distrutto in seguito alla collisione con un Antonov An-72 di scorta. In seguito all'incidente il secondo prototipo è stato costruito e decollò il 24 aprile 1997.[12]
- Il 27 gennaio 2001 alle 05:38 (ora locale) durante un volo di certificazione Krasnojarsk-Emel'janovo - Omsk - Jakutsk dopo il decollo da Omsk nelle condizioni di temperature estreme l'aereo è caduto circa 3 minuti dopo il decollo sulla neve vicino alla località Čukreevka nell'Oblast' di Omsk dalla quota di 40 m in seguito allo spegnimento di due di quattro propfan D-27. L'aereo si disintegrò, perdendo l'ala sinistra e la coda in seguito all'urto subito. Tutti i 33 occupanti del velivolo (5 membri d'equipaggio e 28 dipendenti della Antonov) sono sopravvissuti nell'incidente. Il secondo prototipo è stato riparato nello stabilimento della Production Corporation "POLYOT" di Omsk, in Russia[13].

## Velivoli comparabili
Unione europea
- Airbus A400M

 Russia
- Ilyushin Il-76MF